# ボボボーボ・ボーボボ
『ボボボーボ・ボーボボ』は、澤井啓夫による日本のギャグ漫画。2000年に『赤マルジャンプ』・『週刊少年ジャンプ』（いずれも集英社）などに読切で掲載した後、『週刊少年ジャンプ』において2001年12号から2007年31号まで連載された。略称は「ボーボボ」。キャッチフレーズおよびコンセプトは「不条理ギャグバトル漫画」。
2021年1月時点で単行本の累計発行部数は700万部を突破している。また、アニメ化、ゲーム化、コナミよりカードゲーム化もされている。第2部（2006年3号より）からは、タイトルを『真説ボボボーボ・ボーボボ』に改名した。

## 概要
マルハーゲ帝国に支配された西暦300X年の未来の地球を舞台に、マルハーゲ帝国の皇帝が自らの力を示すプロパガンダのために、人類を丸坊主にするべく結成した毛狩り隊から、人類の髪の毛の自由と平和を守るため、鼻毛真拳の使い手であるボボボーボ・ボーボボが戦う不条理ギャグバトル漫画である。
本作品の特徴は、「主人公・ボーボボとその仲間たちが打倒マルハーゲ帝国の旅を続け、その先に立ちはだかる敵と戦ったり、幹部級の敵たちと特別ルールの下に決闘する」という大筋のプロットはギャグ要素の少ないストーリー漫画のものを使いながら、そのバトルが全て通常のストーリーバトル漫画の格闘技や必殺技とはかけ離れた奇想天外な言語芸やナンセンスギャグ、作者が幼少年期を過ごした1980年代から1990年代初頭の事象のパロディなどを中心としたギャグによって成り立っている点である。またただギャグで戦うだけでなく、作中で「ハジケ」と称しているナンセンスなギャグ行動をキャラクターが逐一取っていることにより、戦い自体が敵味方両者の手で引っ掻き回され状況が読者にはさっぱり読めないという、ギャグバトルとしても異様な形を取っている。ギャグ漫画としても「各話の終わりにオチらしいオチがほとんど無い」というストーリー漫画風の異色の展開を見せている。「何でもやって笑わせる」というギャグのスタイルなので、作中では「理不尽な暴力・出血、非人道的な言動」が多い（一応ギャグとして扱われている）。
『真説』に変わって以降話数表記が「奥義」から『真説』へと変更され、話数・コミックスともに1話・1巻から仕切り直されている（本誌では当初『真説』以降も前シリーズからの通算カウントで表記されていたが「真説15」以降は新カウントになっている）。
漫画版では過去のジャンプ作品のパロディ（主なところでは、『ドラゴンボール』『キン肉マン』『北斗の拳』『ジョジョの奇妙な冒険』『魁!!男塾』『遊☆戯☆王』〈作者公認〉など）、またプロレスネタやファミリーコンピュータ系のゲームネタなど、作者の沢井が少年期に夢中になった事柄を題材にしたものも多い。また、同時期に『りぼん』に連載された『GALS!』のパロディが一部のエピソードで登場した。
一方でジャンプ連載の他作品で逆にパロディにされたり、『遊戯王』『DEATH NOTE』『こち亀』など『ジャンプ』他作品とコラボレーション（共作）することもあった。また、共作でこそないが『ドラゴンボール』のパロディも鳥山明公認の下、1話全体でまるまる行ったことがある。
陣内智則やタカアンドトシ、トータルテンボスなどにネタとして使われたこともある。さらには、2004年度進研ゼミ『チャレンジ』4年生に作者の特別インタビューが掲載されたこともある。インタビューのタイトルは「マンガ家になるにはどうすればいいか」で、『ボーボボ』の秘話なども掲載されていた。
2011年12月3日発売の『最強ジャンプ』1月号より、首領パッチを主人公にしたパラレルワールドを舞台とした派生作品の『ふわり!どんぱっち』が連載され、後に少年ジャンプ+に移籍してさらに若干パラレルワールドとなった『ほんのり!どんぱっち』が連載された。
当初は「ハナゲーボ・ボーボボ」というタイトルを予定していたが「鼻毛がボーボーなわけでもない」という理由でボツになった。後に「ボボボーボ・ボーボボ」としたところインパクトが出たためこちらのタイトルとなった。また、作者は担当から下された「タイトルは『ボーボボ』」という決定に対し「『ボボボーボ』も付けて欲しい」という熱弁を振るい最終的にこのタイトルが採用された。

## 舞台設定
設定上では300X年という近未来設定だが、Cブロック基地の中に現代のレンタルビデオ店舗が設立されていたりするなど、様々な時代設定をミックスしたパラレルワールドという解釈が正しいと言える。既存の物体（例で言うなら乾電池や歯磨き粉）に白い手足を生やした生物が多く生息し、それらが職場環境に苦悩したりするなどリアルな問題を抱えている厳しい世界観である。

## 登場人物
以下の主要5人の他、4人の仲間を加えて、各メディアでは9極戦士（きゅうきょくせんし）と呼ばれている。
ボボボーボ・ボーボボ
本作の主人公。金髪のアフロヘアーにサングラスをかけている筋骨隆々な27歳の男。7代目鼻毛真拳伝承者。
ビュティ
本作のヒロイン。ピンクのショートカットが特徴である14歳の少女。ツッコミ担当。
首領パッチ（ドンパッチ）
顔のある太陽かコンペートーのような姿に手足が生えた謎の生物。伝説のハジケリスト。
ヘッポコ丸（ヘッポコまる）
16歳のツンツン頭の少年。オナラ真拳の使い手。ツッコミ担当だがボケに回ることも多い。
ところ天の助（ところてんのすけ）
身体がところてんでできている、角張った半透明の生き物。元毛狩り隊Aブロック基地隊長。プルプル真拳の使い手。

## 用語
毛狩り（けがり）
新鮮な髪の毛を直にぶち抜き（アニメでは手刀で切り刻んで刈り上げる）禿頭にする、マルハーゲ帝国の支配を象徴するためのプロパガンダ行為。ビービビは自分が始めたと言っていたが3世世代でも行われていたため、明確には不明（ビービビが現代にて復活させた可能性もある）毛狩りの名前については、動物を銃で撃つ「狩り」と、羊の毛を剃る「刈り」とかけている。第2部でこの性質を利用したネタがあった。北米版では "Hair hunt" と訳している。
真説では、毛狩りをした上に接着剤でラーメンを固定するTPR（ツルッパゲラーメン）、略してパゲメンにパワーアップした。貼りつけるラーメンには塩とミソがある。
ツッコミ
主にビュティが周囲のボケに対して行うが、作品内の「ツッコミ」は公用語のそれ以外に、「常識的なリアクション」程度の意味としても使われている（例：「リーゼントが刺さってるー」）。言葉に出していなくても成立する。アニメではヘッポコ丸の声をあげて驚いただけの行動も一回のツッコミとしてカウントされていた。
ハジケリスト
その人物の性質および能力を指す言葉。ハジケリストの間ではそれぞれハジケ合ったり、ハジケ勝負をしたりする。
直訳すると「バカ」という意味で、インタビューでは既にハジケリストの説明をしていた。作品中で説明されたのは第2部からである。
しかしハジケリストたちが考えるハジケリストという意味は人それぞれである（田楽マンも一応ハジケリストなのだが、知らない様子だった）。
3バカ
ボーボボと首領パッチ、天の助3人をまとめて言うときに使われる。ジャンプ内のコーナー『ボボボーボ・ア゛ニ゛ゲボ』で多用されていた。
ボケ殺し（ボケごろし）
この作品ではその人物を指す言葉として使われている。その性格はどんなおふざけも許さない性格で、ボケ殺しの前ではそのおふざけを封殺される。残忍性と行為を観ることでボケ殺しかを判断することができる。
はるか昔に絶滅した（生き残りもいる）らしいのだが、絶滅した理由は作品中では描かれていない。

### 真拳
真拳（しんけん）
拳法ではなく超能力のような物で、その人の個性を象徴する能力である。主人公のボーボボが使う「鼻毛真拳」のように、全て「○○真拳」と名付けられている。作中前半は真拳以外の能力や技術を使う者が多かったが、後半になるにつれて真拳使いが増えていった。
真拳狩り（しんけんがり）
主に真拳使いを特定の場所へ強制的に連れて行くことをいう。ギガや3世が行った。
闇拳（やみけん、闇真拳）
裏マルハーゲ帝国の住人が使う真拳。威力は通常の真拳の3倍という。
精神開放系（せいしんかいほうけい）
真拳の奥義の種類。奥義名に「〜領域（『ワールド』と読む）」がつき、発動者の真の力を解放できる異空間を作り出す奥義全般をいう。ボーボボ曰く、「精神開放系の奥義が使えるのは毛の王国の生き残りのみ」。
領域支配系（りょういきしはいけい）
真拳の奥義の種類。精神開放系の奥義に似ているが、こちらは「毛の王国の生き残り」以外でも習得できる。
覇轜袈（ハジケ）
強大な力を具現化させた能力。真拳とは比べものにならないほど強力だが、時間に限りがあり、また使い手と一心同体であるため、使い手が傷つくと消えてしまう。自動で使い手を守る機能もある。

### 競技名・バトル方式
ハジケ勝負（ハジケしょうぶ）
ハジケリストがお互いどれだけハジケられるかを競う競技。シゲキとの勝負にも対応している。
EXルール（エキスパートルール）
あるテーマを決めてそのテーマに沿ったハジケをお互いに披露するハジケ勝負。
3狩リア（サンガリア）
3世世代の隊長がトリオとなり、敵3人と戦う戦闘形式。3世世代のコールドスリープ後にも毛の王国など一部地域には受け継がれていた。第2部では3対3のバトルロイヤルと首領パッチが説明している。
名前の元ネタは株式会社サンガリアから取っているので、アニメでは「3狩リヤ」となっている。
闇ルール『UP』（やみルール アップ）
闇四天王、闇皇帝の側近の一人、裏マルハーゲ帝国の隊長2人のトリオとなり、敵3人と戦う戦闘形式。通常の3狩リアと違い、相手は闇側が勝手に決める。クリムゾンはこれを「闇独自の3狩リア」と称している。
決死・毛4消しバトル（ケッシー・ケシケシバトル）
発毛獅志16区の番人が4人組みになって、敵4人と戦う戦闘形式。場所によってさまざまなルールが存在する。

### 地名・国名・組織名
物語の開始時点では、マルハーゲ帝国により全地球が支配されている。架空の地名も多いが、新宿駅東口など現代の日本の地名も多く出てくる。次期皇帝決定戦がエジプトで開始されたり、サービスマンがアメリカ合衆国で活動していたりといった描写もある。オーストラリアはヒトデの大量発生で滅亡している。
マルハーゲ帝国（マルハーゲていこく）
全地球を支配する帝国。100年前は弱小国であったが、ツル・ツルリーナ3世ら率いる毛狩り隊により4日で大帝国にのし上がった。以後100年の間、各地の反乱を抑え圧政を続けている。物語の開始時点ではツル・ツルリーナ4世の治世。4世の配下は「4世世代」、100年前よりコールドスリープしていた3世の配下は「3世世代」と呼ばれる。

毛狩り隊（けがりたい）
マルハーゲ帝国の皇帝が自らの力を示すプロパガンダの為に、人類を丸坊主（「毛狩り」と呼ばれる）にするべく結成した帝国直属の特殊部隊。

イナフ村（イナフむら）
ボーボボとビュティが出会った村で、毛狩りにより壊滅した。毛狩り隊Gブロック基地の近くにある。
関東野菜連合（かんとうやさいれんごう）
ニンジンをヘッドとする関東地方の暴走族。ボーボボがピーマンを食べ残すため度々磔にしている。『真説』最終回にてピーマンが裏切り、宇宙に大ピーマン帝国を築いたことが語られた。
ハジケ村（ハジケむら）
全村民がハジケリストというハジケた村。年に一度、ハジケ祭りが行われる。また、ハジケ学校がある。毛狩り隊Hブロック基地の近くにある。
ハジケ組（ハジケぐみ）
ハジケ村周辺を縄張りとする、首領パッチを中心とするハジケリスト団体。

トースター王国（トースターおうこく）
母子しゃもじの出身国。詳細は不明。
鼻毛道場（はなげどうじょう）
ボーボボがへっぽこ丸の修行のために連れて行った道場。毛の王国にあるわけではない。
渋谷区大型デパートヨコセヨ
作品中に出てくるデパート。通称「ヨコセヨデパート」。作品中では聖鼻毛領域の中と新・毛の王国に実在した。アニメではテーマソングがある。第2部の真説47で営業不振により解体していたことが分かった。
バビロン界（バビロンかい）
「バビロンの地」とも。ソフトンが修業したバビロン真拳の聖地。このままではボーボボは軍艦に勝てないと考えたソフトンが、ボーボボ達を転送した。かつて、白狂によって殺戮が行われ、多くのバビロンの戦士が死亡している。普通に移動すると新宿駅東口からタクシーで35,740円の場所にある。
プップーシティ
へっぽこ丸の故郷である近代都市。軍艦の手によって壊滅した。
イグアナ村（イグアナむら）
プルプー達によって無差別毛狩りが行なわれ壊滅した村。
サイバー都市（サイバーとし）
帝王ギガが支配する海上都市。名目上はマルハーゲ帝国（4世世代）に従っているが、実質的には半独立国。第1話の組織図に登場しない。ネオマルハーゲ帝国が世界を支配している1年後でも第三勢力として健在である。

聖地エターナル（せいちエターナル）
真拳使いの力を高めてくれる神聖な場所。見た目はただのショッピングモールで一般客も普通にいる。
裏マルハーゲ帝国（うらマルハーゲていこく）
4世世代のマルハーゲ帝国に逆らい、地下にある闇の世界の監獄に入れられた者達が築いた第三勢力。10年前に追放されたハイドレートが闇皇帝。

浮遊城ヤミキング（ふゆうじょうヤミキング）
裏マルハーゲ帝国の拠点である巨大な城で、封印が解けたことにより表の世界に浮上した。意思を持っており、話すことができる。二つの眼と腕がついている。
毛の王国（けのおうこく）
主人公・ボーボボの出身国で、3世世代のマルハーゲ帝国に抵抗していた最大勢力だった。ただし、シゲキ帝国が3世世代に最後まで抵抗していた国とされるため、それよりは前に征服された模様。4世世代の毛狩りに抵抗し、20年前に滅ぼされた。

新・毛の王国（しん・けのおうこく）
20年前に滅んだ毛の王国をバーババとビービビがマルハーゲ帝国下で新たに再建した。マルハーゲ帝国の滅亡後、世界を牛耳る宣言をする。

プルプル帝国（プルプルていこく）
さすらいの豆腐がかつて帝王として支配していた国。詳細は不明。毛の王国が4世世代に最後まで抵抗していた国とされるため、それよりは前に滅亡した模様。
帝国（名称不明）
軍艦の弟のゴイスーがかつて帝王として支配していた国。詳細は不明。毛の王国が4世世代に最後まで抵抗していた国とされるため、それよりは前に滅亡した模様。軍艦がこの国の出身であるかどうかは不明（軍艦は水戸市出身）。
シゲキ帝国（シゲキていこく）
シゲキXがかつて帝王として支配していた国。100年前のマルハーゲ帝国（3世世代）の侵略に最後まで抵抗していた国だったが滅亡し、シゲキXは以後100年近く放浪を続けていた。
つけもの王国（つけものおうこく）
つけものの出身国。つけものはビタをここに送ったと言っていたが、いつの間にか普通にいた。
ハジケリスト墓場（ハジケリストはかば）
一流ハジケリストだけがたどり着ける死後の世界。死後の地雷ダンディが獄門長を務める。
ネオマルハーゲ帝国（ネオ・マルハーゲていこく）
マルハーゲ帝国滅亡の1年後、『真説』においてツルリーナ3世が新たに立てて世界の支配を始めた帝国。

ケガリーメン
毛狩り隊に変わり新たに結成された組織。毛狩りに変わりTPR（パゲメン）を行う。
大ピーマン帝国（だいピーマンていこく）
『真説』最終回にて語られた、マルハーゲ帝国が手を組んだ宇宙の大帝国。

## 漫画
第1部・第2部を合算した通算連載回数は303回であり、『ジャンプ』のギャグ漫画としては長期連載となっている。
『真説』に入った後で連載順位は徐々に下降していき、2007年31号で終了となったが、最終回ではセンターカラーが与えられた。
ボボボーボ・ボーボボ （読切版）
『澤井啓夫短編集 ボボボーボ・ボーボボ?』に収録
- 赤マルバージョン （赤マルジャンプ2000年SUMMER）- 雑誌掲載時はサブタイトルなし。
- ボーボボとビュティ （週刊少年ジャンプ2000年46号）
- ボーボボと軍艦 （週刊少年ジャンプ2000年46号）
- ボーボボと首領パッチ （週刊少年ジャンプ2000年47号）
- ボーボボとヘッポコ丸 （週刊少年ジャンプ増刊GAGSpecial2001）

ボボボーボ・ボーボボ （連載・第1部）
- 2001年12号 - 2005年50号（全230話）

『週刊少年ジャンプ』連載。第1部の単行本は全21巻。2004年11月4日には、初のキャラブック『ボボボーボ・ボーボ本』が発売。
真説ボボボーボ・ボーボボ （連載・第2部）
- 2006年03号 - 2007年31号（全73話）

『週刊少年ジャンプ』連載。第2部の単行本は全7巻。第1部の終了から4号分の休載を挟んで連載再開しており、第1部の最終回から1年後を描いたストーリーとなっている。2006年3号から2006年18号までは『ボボボーボ・ボーボボ（第2部）』として連載。単行本は仕切り直しに第1巻から発売されている。
ボーボボ鼻毛劇場 （番外編）
『週刊少年ジャンプ』増刊『赤マルジャンプ』にて番外編「ボーボボ鼻毛劇場」が不定期掲載された。本編とリンクしている作品も多い。各話は本編の単行本の各巻へ分散して収録されている。

## テレビアニメ
2003年11月8日から2005年10月29日までテレビ朝日系にて全76話が放送。原作の「闇皇帝編」途中までアニメ化されている。
『釣りバカ日誌』終了（2003年9月13日）後、改編期の特番放送を挟み約2カ月後にスタートした。この枠については同時間枠で放送されていた枠を集英社が買い取り、それまで放送されていた『釣りバカ日誌』を終了させる形でフルネット系列局24局ネットで放送されていたが、2004年10月からはローカル時間帯への移動に伴い7局にまで削減され、さらに2005年4月からはテレビ朝日（関東広域圏）のみの放送となり、2005年10月29日に放送終了した。なお、2005年4月9日の放送回から最終回まで、スポンサーが1つも付かない（いわゆるノンスポンサー、パーティシペーション番組）という状況で放送されていた。
なお、当初から全国ネット枠からの撤退と同時に打ち切りを予定していた地域では、登場人物による放送時間移動の告知のアニメの部分が、同じく登場人物による「今回で最終回」の告知と視聴者へのお礼のアニメへと差し替えられていた。このことでOVER城に到着したところで終了となった。
放送開始前には『朝日新聞』の番組解説欄で、前番組である『釣りバカ日誌』とはキャラクターも展開も正反対の荒唐無稽なギャグ番組であると評されていた。日本PTA全国協議会の「小中学生と親のテレビ番組に関する意識調査」で「子供たちに見せたくない番組」のワースト上位にランクイン（2004年10位、2005年9位）していた。2004年9月に『はい!テレビ朝日です』が実施したアンケートでは『ドラえもん』『クレヨンしんちゃん』などとともに「子供が見たい番組」で名前が上がっていた一方、「ナンセンスが過ぎる」という理由で「子供に見せたくない番組」に挙げた人もおり、更にネット局の瀬戸内海放送 (KSB) に寄せられた意見にてやはりそのナンセンスさに対する批判や苦情が複数あり、番組審議会で審議されていた。以上のことから低俗番組としても知られている。
テレビ朝日・東映アニメーション共同制作作品としては最後の非ハイビジョン放送アニメでもある。またテレビ朝日土曜19時枠の作品では前半、後半を合わせて最後の新作である。
今作のゴールデン撤退後、2009年10月の『怪談レストラン』開始まで5年間テレビ朝日系列における東映アニメーション作品のゴールデンタイムでのレギュラー放送および、テレビ朝日制作の東映アニメーション作品の「地上波での系列24局全国ネット」は途絶えることになる。その後、テレビ朝日系列でのジャンプ系アニメは2014年10月5日より放送の『ワールドトリガー』まで9年弱途絶え、東映アニメーションが関わるジャンプ系アニメは『ドラゴンボール改』まで約4年間途絶えることになった。
ゴールデン放送時の2003年12月13日には、同じテレビ朝日のテレビアニメ番組である『あたしンち』『クレヨンしんちゃん』とコラボレーションした『超豪華ギャグアニメ3連発！あたしンち・しんちゃん・ボーボボ 情熱のオラは咲いちゃったスペシャル！』が放送された。また2004年4月3日にも、これら3番組による『春満開ギャグアニメ3連発！夕陽のガンマンに贈る情熱のバラが咲いちゃったスペシャル』（このうち、『クレヨンしんちゃん』は同月公開の映画『嵐を呼ぶ!夕陽のカスカベボーイズ』の宣伝を兼ねた内容）が放送されている。
放送終了から14年後の2019年12月27日に放送された『ミュージックステーション ウルトラSUPER LIVE』に『女々しくて』を披露中であったゴールデンボンバーの元に「テレビ朝日の人気アニメキャラクター」としてボーボボ（着ぐるみ）がサプライズで登場、メンバーと共にダンスを踊った。
2021年11月には本作の連載開始20周年を記念して、テレビアニメの展示イベント「ボボボーボ・ボーボボ展 ハジケ伝説よ 永遠に…!?」を東京の渋谷マルイ7Fイベントスペースにて開催。

### スタッフ
- 企画 - 木村純一（第1話 - 第66話）→太田賢司（第67話 - 第76話）、森下孝三
- 原作 - 澤井啓夫
- シリーズ構成 - 浦沢義雄
- 音楽 - 亀山耕一郎
- 製作担当 - 野田由紀夫、額賀康彦（66話 - 最終話）
- キャラクターデザイン - 大西陽一
- 総作画監督 - 梨澤孝司
- 美術デザイン - 中村光毅
- 色彩設計 - 豊永真一
- シリーズディレクター - 芝田浩樹
- プロデューサー
  - 太田賢司（第1話 - 第7話）
  - 吉川大祐（第1話 - 第7話・66話 - 第76話）→島袋憲一郎（第8話 - 第32話）→松田佐栄子（総集編 - 第65話）
  - 渡辺哲也（第1話 - 第32話）→吉村行夫（総集編 - 第76話）
  - 梅澤淳稔（第1話 - 第51話）→吉沢孝男（第52話 - 第76話）
- 編集 - 後藤正浩
- 録音 - 立花康夫
- 録音助手 - 松田悟
- 選曲 - 茅原万起子
- 効果 - 奥田維城
- 記録 - 梶本みのり
- アシスタントプロデューサー - 吉川大祐（第8話 - 第65話）
- 制作協力 - 東映、電通
- 制作 - テレビ朝日、東映アニメーション

### 主題歌
オープニングテーマ
「WILD CHALLENGER」（第1話 - 第32話）
作詞 - 永田雅規、宮下昌也 / 作曲・編曲 - 宮下昌也 / 歌 - JINDOU
「バカサバイバー」（総集編 - 第76話）
作詞・作曲 - トータス松本 / 編曲・歌 - ウルフルズ（東芝EMI）
エンディングテーマ
「幸せ」（第1話 - 第19話）
作詞・作曲 - はるよピ / 編曲・歌 - マニ★ラバ（青森レコード）※デビュー曲
「キライチューン」（第20話 - 第32話）
作詞・作曲・歌 - FREENOTE（トイズファクトリー）
「H.P.S.J.」（総集編 - 第76話）
作詞 - hiroko and mitsuyuki miyake / 作曲・編曲 - mitsuyuki miyake / 歌 - mihimaru GT（ユニバーサルJ）
挿入歌「マジカル☆ガール 田ボちゃんのテーマ」
作詞 - 澤井啓夫、桑原永江 / 作曲・編曲 - 亀山耕一郎 / 歌 - 田ボちゃん（声：國府田マリ子）（コロムビアミュージックエンタテインメント）

### 各話リスト
全76話（+総集編）。日付は関東広域圏（テレビ朝日）のものである。第52話からはAパートとBパートそれぞれにサブタイトルが付けられ2本立て形態に変更された。
総集編は放送時間変更に伴い制作されたもの。登場人物がこの番組について会議するという内容で過去を振り返った。
| 話数          | サブタイトル                                                       | 脚本       | （絵コンテ） 演出           | 作画監督          | 美術       | 放送日         | 収録DVD&VHS |
| ------------- | ------------------------------------------------------------------ | ---------- | --------------------------- | ----------------- | ---------- | -------------- | ----------- |
| 1             | 「毛魂」と書いて「スパークリング」と読ませたい…                    | 浦沢義雄   | 芝田浩樹                    | 志田直俊          | 本多敬     | 2003年 11月8日 | VOL.1       |
| 2             | 「毛涙」と書いて「センチメンタル」と読んでほしい…                  | 江夏由結   | 門由利子                    | 梨澤孝司          | 鹿野良行   | 11月15日       | VOL.1       |
| 3             | 26歳のアヒルパンツさぁー!                                          | 吉村元希   | 山田徹                      | アベ正己          | 本多敬     | 11月22日       | VOL.1       |
| 4             | バババーバ・バーババ!偉大なるキング鼻毛様?                         | 浦沢義雄   | 立仙裕俊                    | 佐伯哲也          | 米田隆裕   | 11月29日       | VOL.2       |
| 5             | 寿司とバニーガール?必殺!お茶漬けビーム!!                           | 笹野恵     | 古賀豪                      | 直井正博          | 本多敬     | 12月6日        | VOL.2       |
| 6             | 恐るべし究極奥義ソーメン真拳!コ・ン・ニ・チ・ハ!!                  | まさきひろ | 中島豊                      | 石川修            | 鹿野良行   | 12月20日       | VOL.2       |
| 7             | 第10回ミスにわとりクィーンにわ子と謎の番人ソフトン                 | 浦沢義雄   | 芝田浩樹                    | アベ正己          | 本多敬     | 12月20日       | VOL.3       |
| 8             | 魂の解放それは、ピロピロピロピロ…ピロッチ!                         | 江夏由結   | 門由利子                    | 梨澤孝司          | 本多敬     | 2004年 1月10日 | VOL.3       |
| 9             | 謎の少年の正体とオナラ真拳!アスパラ食っとけ!                       | 吉村元希   | 山田徹                      | 進藤満尾          | 本多敬     | 1月17日        | VOL.3       |
| 10            | 守れ!地球環境 合言葉はオナラプップー臭くな〜い!!                   | 浦沢義雄   | 立仙裕俊                    | 石川修            | 鹿野良行   | 1月24日        | VOL.4       |
| 11            | 裏切りと欲望の"ツルの恩返し"その節はド〜モ!                        | 笹野恵     | 織本まきこ                  | 直井正博          | 本多敬     | 1月31日        | VOL.4       |
| 12            | ぷるんぷるんしている強敵出現!その名はところ天の助                  | まさきひろ | 中島豊                      | アベ正己          | 本多敬     | 2月7日         | VOL.4       |
| 13            | 激撮!遊園地24時 暴かれたカバの黒幕!                                | 浦沢義雄   | 芝田浩樹                    | 梨澤孝司          | 本多敬     | 2月7日         | VOL.5       |
| 14            | お化け屋敷で結婚式 パパママあたし幸せになります…                   | 江夏由結   | 古賀豪                      | 佐伯哲也          | 本多敬     | 2月21日        | VOL.5       |
| 15            | プルプル真拳奥義!ところ天鉄砲炸裂!でも味がな〜い                   | 吉村元希   | 細田雅弘                    | 進藤満尾          | 本多敬     | 2月28日        | VOL.5       |
| 16            | さらば最強の敵ところ天の助!こんばんは新たな敵田楽マン!             | 浦沢義雄   | 山田徹                      | 石川修            | 米田隆裕   | 3月6日         | VOL.6       |
| 17            | リーゼントVSアフロ永遠の宿敵（ライバル）純情派!                    | 笹野恵     | 広嶋秀樹                    | 直井正博          | 本多敬     | 3月13日        | VOL.6       |
| 18            | 潜入!軍艦の要塞スッパイ大作戦!                                     | まさきひろ | 織本まきこ                  | アベ正己          | 鹿野良行   | 4月3日         | VOL.6       |
| 19            | 絡まる宿命の鼻毛!ここ次のテストに出ます!                           | 浦沢義雄   | 芝田浩樹                    | 佐伯哲也          | 本多敬     | 4月3日         | VOL.7       |
| 20            | 世界新紀行!バビロンの奥地にボーボボの弱点を見た!                   | 江夏由結   | 中島豊                      | 石川修            | 飯島由樹子 | 5月1日         | VOL.7       |
| 21            | さらばボーボボ!?最終鼻毛決戦!でも最終回じゃな〜い!                 | まさきひろ | 古賀豪                      | 梨澤孝司          | 本多敬     | 5月8日         | VOL.7       |
| 22            | 謎のイケメン登場!キミのハートをLOCKする!!                          | 笹野恵     | 山田徹                      | アベ正己          | 鹿野良行   | 5月15日        | VOL.8       |
| 23            | ようこそ邪血館へ!帰ってきたアヒルパンツさぁー!!                    | 浦沢義雄   | 広嶋秀樹                    | 直井正博          | 本多敬     | 5月29日        | VOL.8       |
| 24            | 恐怖のZブロック基地出現!海だ!クイズだ!許して仮面だ!!               | 江夏由結   | 立仙裕俊                    | 佐伯哲也          | 飯島由樹子 | 6月5日         | VOL.8       |
| 25            | 誕生!NEWボーボボWITHハンペンお父さんは頑張っているゾ!              | まさきひろ | 門由利子                    | 梨澤孝司          | 本多敬     | 6月12日        | VOL.9       |
| 26            | 再び最強の敵!田楽マン!!友だち何人できるかな?                       | 笹野恵     | 芝田浩樹                    | 石川修            | 鹿野良行   | 6月19日        | VOL.9       |
| 27            | 戦慄!伝説のハジケ基地!!もう涙をお拭き『ぬ』のハンカチで…           | 浦沢義雄   | 織本まきこ                  | アベ正己          | 本多敬     | 7月10日        | VOL.9       |
| 28            | 死闘!鼻毛真拳VS米真拳!!仲良くケンカしな♪                           | 江夏由結   | 中島豊                      | 直井正博          | 飯島由樹子 | 7月17日        | VOL.10      |
| 29            | ボーボボ&ライスの30分クッキング!奥様、今夜のメニューにいかが?      | 笹野恵     | 古賀豪                      | 佐伯哲也          | 本多敬     | 7月24日        | VOL.10      |
| 30            | 風雲忍者城!クチビルにルビーにブタのおしり…ってどんなアニメじゃ〜!! | まさきひろ | 細田雅弘                    | 梨澤孝司          | 鹿野良行   | 8月7日         | VOL.10      |
| 31            | 必殺五忍衆VSボーボボオールスターズ!赤ちゃんへっくんも大暴走!バブ♥  | 浦沢義雄   | 広嶋秀樹                    | アベ正己          | 本多敬     | 9月4日         | VOL.11      |
| 32            | 行け!ボボパッチの助!ママチャリで!!!…マジで!?                       | 江夏由結   | 門由利子                    | 直井正博          | 飯島由樹子 | 9月4日         | VOL.11      |
| 総集編        | お待たせ!新装開店!!遂に来たのね、パチ美の時代が♥                   | 笹野恵     | 芝田浩樹                    | アベ正己 山口光紀 | 本多敬     | 10月23日       | VOL.12      |
| 33            | OVER!テメーはオレがぶっ倒す!って天の助が言ってました〜!!!          | 笹野恵     | 中島豊                      | 梨澤孝司          | 吉田智子   | 10月30日       | VOL.12      |
| 34            | 皆様大変永らくお待たせ致しました!遂に登場!魚雷ガール!!             | まさきひろ | 芝田浩樹                    | 佐伯哲也          | 本多敬     | 11月6日        | VOL.12      |
| 35            | 魚雷ガールよ!!地球にかわってお裁きよ♪                              | 浦沢義雄   | 細田雅弘                    | 直井正博          | 鹿野良行   | 11月13日       | VOL.12      |
| 36            | ハレルヤランドへ出発進行!この先は地獄!?                            | 江夏由結   | 織本まきこ                  | アベ正己 山口光紀 | 吉田智子   | 11月20日       | VOL.13      |
| 37            | ハレルヤランドで大暴れ!みんな子供になっちゃいまちた♪               | 笹野恵     | 広嶋秀樹                    | 直井正博          | 本多敬     | 11月27日       | VOL.13      |
| 38            | マネーキャッスルへ突撃開始!でも途中で寄り道させて!                 | まさきひろ | 門由利子                    | 石川修            | 本多敬     | 12月4日        | VOL.13      |
| 39            | 決戦!獄殺3兄弟VSハジケトリオ!チームワークはどっちが上?             | 浦沢義雄   | 芝田浩樹                    | 佐伯哲也          | 吉田智子   | 12月11日       | VOL.14      |
| 40            | 打倒ハレクラニ!そんなことよりお金を拾おう♪                         | 江夏由結   | 中島豊                      | 梨澤孝司          | 秋山健太郎 | 2005年 1月8日  | VOL.14      |
| 41            | ハレクラニとゴージャス対決!見よ、スーパーイリュージョン!!          | 笹野恵     | （入好さとる） 広嶋秀樹     | アベ正己 山口光紀 | 吉田智子   | 1月15日        | VOL.14      |
| 42            | おもしろスゴロク発動!みんなそろってサービスしちゃう♪               | まさきひろ | 織本まきこ                  | 直井正博          | 本多敬     | 1月22日        | VOL.15      |
| 43            | ハレクラニ最終決戦 遂に決着!…と思ったら新たな敵!?                  | 浦沢義雄   | 門由利子                    | 石川修            | 吉田智子   | 1月29日        | VOL.15      |
| 44            | 電脳6闘騎士参上!男バレリーナも魅せちゃいます♥                      | 江夏由結   | 芝田浩樹                    | 佐伯哲也          | 秋山健太郎 | 2月5日         | VOL.15      |
| 45            | 奈落の底へご招待!?空中決戦!バンジーバトル開始!!                    | まさきひろ | 中島豊                      | 梨澤孝司          | 清水まこと | 2月12日        | VOL.16      |
| 46            | 闇からの正義の使者!?魚雷女教師ぎょら〜べ〜見参!!                   | 浦沢義雄   | （入好さとる） 広嶋秀樹     | アベ正己 山口光紀 | 本多敬     | 2月19日        | VOL.16      |
| 47            | イチかバチかの激烈バトル!!タマネギさんも出るよ♪                    | 江夏由結   | 織本まきこ                  | 直井正博          | 清水まこと | 2月26日        | VOL.16      |
| 48            | マジカル☆ガール田ボちゃん登場!恋の呪文はガバパビッチ!?             | 笹野恵     | （芝田浩樹） 門由利子       | 佐伯哲也 梨澤孝司 | 秋山健太郎 | 3月5日         | VOL.17      |
| 49            | 超難解?IQバトル開始!ギガよ、かかってこいや〜!!                     | まさきひろ | （入好さとる） 広嶋秀樹     | アベ正己 山口光紀 | 吉田智子   | 3月12日        | VOL.17      |
| 50            | 暴かれた封印超ギガ出現!ボク達そっちに寝返ります♥                   | 浦沢義雄   | 中島豊                      | 直井正博          | 本多敬     | 3月19日        | VOL.17      |
| 51            | 芸術パワーVS鼻毛魂!くらえ!ハジケトリオの熱き鉄拳!!                 | 江夏由結   | 織本まきこ                  | 石川修            | 清水まこと | 3月26日        | VOL.18      |
| 52            | お帰りへっくん♪新たな旅の始まり始まり〜!                           | まさきひろ | （入好さとる） 門由利子     | 梨澤孝司          | 秋山健太郎 | 4月9日         | VOL.18      |
| 52            | 来ちゃった新しい敵!橋の上でのデスマッチ!                           | まさきひろ | （入好さとる） 門由利子     | 梨澤孝司          | 秋山健太郎 | 4月9日         | VOL.18      |
| 53            | みんなでパワーアップ!新コスチュームは582円?                        | 笹野恵     | 芝田浩樹                    | アベ正己          | 吉田智子   | 4月16日        | VOL.18      |
| 53            | 敵は最凶のご先祖様?パワーアップも役に立ちませ〜ん!!                | 笹野恵     | 芝田浩樹                    | 山口光紀          | 吉田智子   | 4月16日        | VOL.18      |
| 54            | 行けスーパーボーボボ!愛の力発揮しちゃいま〜す♪                     | 浦沢義雄   | 中島豊                      | 直井正博          | 本多敬     | 4月23日        | VOL.19      |
| 54            | お花畑でルンルンバトル!お花の香りは死の香り?                       | 浦沢義雄   | 中島豊                      | 直井正博          | 本多敬     | 4月23日        | VOL.19      |
| 55            | おまたせ破天荒♪派閥作って仲間割れ!?                                | 江夏由結   | （入好さとる） 広嶋秀樹     | 佐伯哲也          | 清水まこと | 4月30日        | VOL.19      |
| 55            | 進め暴走ガジェット君!敵も味方も突き飛ばせ!!                        | 江夏由結   | （入好さとる） 広嶋秀樹     | 佐伯哲也          | 清水まこと | 4月30日        | VOL.19      |
| 56            | ドレスチェンジでSF決戦!見よ!我ら新トリオ!!                         | まさきひろ | 織本まきこ                  | 大西陽一          | 秋山健太郎 | 5月7日         | VOL.19      |
| 56            | 予測不能の世界ツアー!ラブラブワゴンでいざ出〜発!!                  | まさきひろ | 織本まきこ                  | 大西陽一          | 秋山健太郎 | 5月7日         | VOL.19      |
| 57            | 地獄のウォータースライダー!敵は!ピチピチマンボウに水着ギャル!?     | 笹野恵     | 門由利子                    | アベ正己          | 吉田智子   | 5月14日        | VOL.20      |
| 57            | 突撃ラブラブ魚雷先生!ふざけた奴は許さな〜い!!                      | 笹野恵     | 門由利子                    | 山口光紀          | 吉田智子   | 5月14日        | VOL.20      |
| 58            | 氷上のマシンバトル!ルール無用で大激戦!                             | 浦沢義雄   | 芝田浩樹                    | 梨澤孝司          | 本多敬     | 5月21日        | VOL.20      |
| 58            | 罰ゲームは氷づけ そりゃ冷たいぜベィビー!!                          | 浦沢義雄   | 芝田浩樹                    | 梨澤孝司          | 本多敬     | 5月21日        | VOL.20      |
| 59            | ハジケ合体パッチボボ!おふざけ無しのガチンコバトル!?                | 江夏由結   | 中島豊                      | 石川修            | 清水まこと | 5月28日        | VOL.20      |
| 59            | 激闘!恋の三角関係!!メリーゴーランドでルンルンバトル!?              | 江夏由結   | 中島豊                      | 石川修            | 清水まこと | 5月28日        | VOL.20      |
| 60            | 運命の三択!良い現世、悪い天国、普通の地獄!?                        | まさきひろ | （入好さとる） 広嶋秀樹     | 直井正博          | 秋山健太郎 | 6月4日         | VOL.21      |
| 60            | 米の貴公子ライス参上!敵も味方も大混戦!                             | まさきひろ | （入好さとる） 広嶋秀樹     | 直井正博          | 秋山健太郎 | 6月4日         | VOL.21      |
| 61            | ウルトラサービス全開!!見て?ムダに美しいコノ姿!?                    | 笹野恵     | 織本まきこ                  | アベ正己          | 吉田智子   | 6月11日        | VOL.21      |
| 61            | 幻獣VS首領パッチ!!データ無しでも踏んばれゴエモン!!                 | 笹野恵     | 織本まきこ                  | 山口光紀          | 吉田智子   | 6月11日        | VOL.21      |
| 62            | ここは死の国夢の国!ねむ〜れ、ねむ〜れ、レームレム♪                 | 浦沢義雄   | 門由利子                    | 大西陽一          | 本多敬     | 6月18日        | VOL.21      |
| 62            | 決戦!レム・スリープワールド!!みんな揃ってねんねしなっ!!            | 浦沢義雄   | 門由利子                    | 大西陽一          | 本多敬     | 6月18日        | VOL.21      |
| 63            | 今、あばかれるレムの過去!涙の感動ストーリー(^^;)                   | 江夏由結   | 芝田浩樹                    | 佐伯哲也          | 清水まこと | 6月25日        | VOL.22      |
| 63            | 強敵ランバダVS黒太陽の力!4倍返しでちょっと反撃(^0^)                | 江夏由結   | 芝田浩樹                    | 佐伯哲也          | 清水まこと | 6月25日        | VOL.22      |
| 64            | ポリゴンでイケイケ!!舞踊も美容もの〜りのり!?                       | まさきひろ | （入好さとる） 広嶋秀樹     | 梨澤孝司          | 秋山健太郎 | 7月2日         | VOL.22      |
| 64            | 反撃レトロゲーム(^0^)V見るとやるとは大違い!?                       | まさきひろ | （入好さとる） 広嶋秀樹     | 梨澤孝司          | 秋山健太郎 | 7月2日         | VOL.22      |
| 65            | 熱闘おでんデスマッチ!ボーボボ対ハンペン!!                          | 笹野恵     | 中島豊                      | 石川修            | 吉田智子   | 7月9日         | VOL.22      |
| 65            | 衝撃!ハンペン承の力!!ハンペンの夜明けは近い?!                      | 笹野恵     | 中島豊                      | 石川修            | 吉田智子   | 7月9日         | VOL.22      |
| 66            | おかずはバッチリ(^0^)お手軽弁当まいどあり〜♪                       | 浦沢義雄   | 細田雅弘                    | 直井正博          | 本多敬     | 7月16日        | VOL.23      |
| 66            | 僕の名は天ボボ!争いは嫌いです(^o^)                                 | 浦沢義雄   | 細田雅弘                    | 直井正博          | 本多敬     | 7月16日        | VOL.23      |
| 67            | ケタ外れに強ぉ〜い!非情無情のヒーロー☆見参!!                       | 江夏由結   | （うえだひでひと） 広嶋秀樹 | アベ正己          | 清水まこと | 7月30日        | VOL.23      |
| 67            | 開かれし悪魔の扉…!闇の皇帝ついに始動!!                             | 江夏由結   | （うえだひでひと） 広嶋秀樹 | アベ正己          | 清水まこと | 7月30日        | VOL.23      |
| 68            | 発表!人気投票!!1位は誰?オレ?                                       | まさきひろ | （入好さとる） 立仙裕俊     | 佐伯哲也          | 秋山健太郎 | 8月6日         | VOL.23      |
| 68            | OVERVS3世VSボーボボ!最凶奥義の三つ巴決戦!!                         | まさきひろ | （入好さとる） 立仙裕俊     | 佐伯哲也          | 秋山健太郎 | 8月6日         | VOL.23      |
| 69            | 脅威!真紅と青藍真拳!!対アフロ黄金郷!!                              | 笹野恵     | 門由利子                    | 大西陽一          | 吉田智子   | 8月20日        | VOL.24      |
| 69            | ボーボボ飲んで大変身!見た目はショボイが超強ォ〜い!!                | 笹野恵     | 門由利子                    | 大西陽一          | 吉田智子   | 8月20日        | VOL.24      |
| 70            | ついに決着!!ツル・ツルリーナ三世撃破!!                             | 浦沢義雄   | 芝田浩樹                    | 梨澤孝司          | 本多敬     | 8月27日        | VOL.24      |
| 70            | 開幕!新皇帝決定戦!!ボーボボ一行殴りこみ!!                          | 浦沢義雄   | 芝田浩樹                    | 梨澤孝司          | 本多敬     | 8月27日        | VOL.24      |
| 71            | ビュティ危機一髪!!私一人デモ闘います!!                             | 江夏由結   | 中島豊                      | 石川修            | 清水まこと | 9月17日        | VOL.24      |
| 71            | ウマイ?が負けよ!めざせ世界最高ラーメン!!                           | 江夏由結   | 中島豊                      | 石川修            | 清水まこと | 9月17日        | VOL.24      |
| 72            | 開始!バッチ争奪戦!!金のバッチが強者の証!                           | まさきひろ | 織本まきこ                  | 直井正博          | 秋山健太郎 | 9月24日        | VOL.25      |
| 72            | 突っ走れ!ボボボTV局!出た〜脅威の視聴率!!                           | まさきひろ | 織本まきこ                  | 直井正博          | 秋山健太郎 | 9月24日        | VOL.25      |
| 73            | バッチ争奪バトルロイヤル!!懐かしキャラとのドリームマッチ!?         | 笹野恵     | （入好さとる） 広嶋秀樹     | アベ正己          | 吉田智子   | 10月1日        | VOL.25      |
| 73            | サンバDEボーボボ!!夜叉にやまんばにサンバマン!?                     | 笹野恵     | （入好さとる） 広嶋秀樹     | アベ正己          | 吉田智子   | 10月1日        | VOL.25      |
| 74            | バトルステージは巨大化へっくん!赤ちゃんモード発動!!                | 浦沢義雄   | 門由利子                    | 大西陽一          | 本多敬     | 10月8日        | VOL.25      |
| 74            | 変身!怒りの怒怒怒怒怒怒んパッチ!!                                  | 浦沢義雄   | 芝田浩樹                    | 大西陽一          | 本多敬     | 10月8日        | VOL.25      |
| 75            | 最終決戦に突入!恐怖の生贄時計盤登場!!                              | 江夏由結   | 織本まきこ                  | 梨澤孝司          | 清水まこと | 10月22日       | VOL.26      |
| 75            | 怒りのスーパーボーボボ!反撃の巨大鼻毛にクマさん登場!?              | 江夏由結   | 織本まきこ                  | 梨澤孝司          | 清水まこと | 10月22日       | VOL.26      |
| 76 （最終回） | スーパー田ボ参上!!愛と平和のカウントダウン?!                       | まさきひろ | （入好さとる） 広嶋秀樹     | 直井正博          | 本多敬     | 10月29日       | VOL.26      |
| 76 （最終回） | ついに最終決戦!!鼻毛真拳FOREVER!!                                  | まさきひろ | （入好さとる） 広嶋秀樹     | 直井正博          | 本多敬     | 10月29日       | VOL.26      |

一部ネット局を除き字幕放送であった。
2004年10月からスペインのカートゥーン ネットワークとカタロニア地方テレビ、2005年10月からアメリカのカートゥーン ネットワークにてそれぞれ放送された。

### ネット配信
2010年7月から2013年3月までau（KDDI／沖縄セルラー電話連合）のLISMO Video内（2016年現在既にサービス終了済み）にて配信された。ただし第1話に限り無料配信。
2018年9月9日より、YouTubeの「週刊少年ジャンプ創刊50周年公式チャンネル」より1 - 5話が期間限定で配信されている。

### 放送局

#### ゴールデン時代
| 放送地域                | 放送局                       | 放送期間                     | 放送日時           | 系列           | 備考 |
| ----------------------- | ---------------------------- | ---------------------------- | ------------------ | -------------- | ---- |
| 日本国内 （一部を除く） | テレビ朝日系列フルネット24局 | 2003年11月8日 - 2004年9月4日 | 土曜 19:28 - 20:00 | テレビ朝日系列 |      |

#### 朝時代
| 放送地域   | 放送局       | 放送期間                        | 放送日時                     | 系列           | 備考       |
| ---------- | ------------ | ------------------------------- | ---------------------------- | -------------- | ---------- |
| 関東広域圏 | テレビ朝日   | 2004年10月23日 - 2005年10月29日 | 土曜 10:50 - 11:20           | テレビ朝日系列 | 制作局     |
| 北海道     | 北海道テレビ |                                 | 土曜 7:00 - 7:30             | テレビ朝日系列 | 遅れネット |
| 中京広域圏 | メ〜テレ     |                                 | 土曜 7:00 - 7:30             | テレビ朝日系列 | 遅れネット |
| 長崎県     | 長崎文化放送 |                                 | 土曜 7:00 - 7:30             | テレビ朝日系列 | 遅れネット |
| 近畿広域圏 | 朝日放送     |                                 | 日曜 5:02 - 5:32             | テレビ朝日系列 | 遅れネット |
| 福岡県     | 九州朝日放送 |                                 | 日曜 6:30 - 7:00             | テレビ朝日系列 | 遅れネット |
| 熊本県     | 熊本朝日放送 |                                 | 火曜 1:50 - 2:20（月曜深夜） | テレビ朝日系列 | 遅れネット |

### アメリカでの放送
アメリカ版でもそのまま『BOBOBO-BO BO-BOBO』のタイトルで放送。台詞が英語だが技名は日本語字幕のまま放送されていて、オープニング映像は主題歌もスタッフ名、タイトル名の映像、最後に天の助が震えていないところを除いて日本語のままである。
主題歌はOP曲のWILD CHALLENGERのみでEDは日本での次回予告の曲を流してスタッフロールが流れるといったものである。そのバックには第2期のオープニングの映像が使われている。本編はカットされたシーンが多々あり、ナレーションによる説明で補足しているシーンもある。
アメリカの文化にそぐわない単語の台詞（竹輪、黒豆、鏡餅など）は、アメリカの文化にそぐう単語やこの作品の用語などに訳されている。豆腐や山葵などは漫画版でも「TOFU」や「WASABI」はアメリカでも使われているため、日本語の読みのままで訳されている。また、ハンペンはFish cakeとされた。
ほかにも、国の名前についてもその国に対して失礼になるような流れであれば他の国の名前やこの作品の用語、否定に訳すといったこともされている（例：アメリカ最高のアメリカがメキシコに訳されていたこと、モロッコがボーボボに訳されていたことなど）。

### ジャンケン占い
第20話からCM明けにボーボボとじゃんけんができるコーナーが開始された。次回予告近辺で勝敗の結果による占いができる要素がある（負けた場合は義務のようなことを課されたり、警告などが命じられる）。負けと引き分けの結果は当初は同じだったが、第34話からは別々になった。じゃんけん後にはビュティが「自分の勝ち負けを覚えておいてね、占いは番組の最後よ」という告知をするが、66話からは偽ビュティ（首領パッチや天の助が扮装）が告知を行うこともあり、首領パッチ、天の助、田楽マンがボーボボに代わって負けと引き分けの結果を発表する場合もある。総集編、第33話、第74話、第76話（最終回）はじゃんけんはなし。
ボーボボがじゃんけんをする際に「ジャンケンボ指人形」と呼ばれる指人形を使う。ジャンケンボ指人形は当初9ギャの初回特典（『ジャンプ』のゲーム紹介コーナーで番組で使うといった宣伝もされている）や『Vジャンプ』の付録、イベントでの配布などに作られた。放送局が減った後もドラゴンキューブの景品やゲームの初回特典、イベントでの配布といったこともされている。
ドラゴンキューブ以外のジャンケンボ指人形のうち、ボーボボが使っていた以下の3種類は『週刊少年ジャンプ』の応募者全員サービスでも手に入れることができた。
- ボーボボ（9ギャの初回特典）グー
- 首領パッチ（『Vジャンプ』の付録）チョキ
- ビュティ（イベントでの配布）パー

## 舞台

### 超ハジケステージ☆ボボボーボ・ボーボボ
ボーボボの誕生日である2024年4月1日0時に「ボボボーボ・ボーボボ」公式Xアカウントにて「300X年に鼻毛真拳劇場でボーボボ脚本・総合演出で舞台化」という告知がエイプリルフールのネタとして投稿された。その後、同日12時15分に同アカウントにて「#ボボステは実在します」として、実際に舞台化されることが発表された。略称は「ボボステ」。
日程・会場
- 2024年10月23日 - 31日、シアター1010[18]

キャスト（舞台）
- ボボボーボ・ボーボボ - 加藤将[19]
- ビュティ - 工藤晴香[19]
- ヘッポコ丸 - 樋口裕太[19]
- 破天荒 - 大澤駿弥（ORβIT）[19]
- ところ天の助 - 兎（ロングコートダディ）[19]
- ソフトン - 小松準弥[19]
- 首領パッチ - 稲荷卓央（劇団唐組）[19]

スタッフ（舞台）
- 原作 - 澤井啓夫[16]
- 脚本・総合演出 - 川尻恵太[16]
- 演出 - 白鳥雄介[17]
- 音楽 - あらいふとし[17]、ミヤジマジュン[17]
- 美術 - 片平圭衣子[17]
- 振付 - 梅棒（塩野拓矢、伊藤今人）[17]
- アクション - 兼田玲菜[17]
- 照明 - 大波多秀起[17]
- 音響 - 遠藤宏志[17]
- 映像 - ワタナベカズキ[17]
- 衣裳 - 加藤佑里恵[17]
- ヘアメイク - 成谷充未[17]
- 特殊造形 - 林屋陽二[17]
- 演出助手 - エダカヨ[17]、櫻井真優[17]
- 舞台監督 - 田中翼[17]、金子裕明[17]
- 宣伝美術 - 岡垣吏紗[17]
- 宣伝写真 - 中村理生[17]
- 票券 - Mitt[17]
- 制作 - アプル[17]
- 主催 - ボボステ製作委員会[17]

## 書誌情報

### 単行本
ボボボーボ・ボーボボ
1. 「ハジケ祭り」 初版 2001年7月9日 ISBN 4-08-873138-7
2. 「誰かあの3人を止めて下さい（byビュティ）」  初版 2001年9月9日 ISBN 4-08-873161-1
3. 「ボーボボVSところ天の助」 初版 2001年12月9日 ISBN 4-08-873198-0
4. 「5対5だョ! 全員集合」 初版 2002年3月9日 ISBN 4-08-873234-0
5. 「やったぜ! みんなのお陰で1周年」 初版 2002年5月6日 ISBN 4-08-873258-8
6. 「でででで田楽マン」 初版 2002年8月7日 ISBN 4-08-873325-8
7. 「それいけ3バカトリオ」 初版 2002年11月6日 ISBN 4-08-873339-8
8. 「M・T（マジで・タイム）」 初版 2003年3月9日 ISBN 4-08-873393-2
9. 「3バカVS魚雷」 初版 2003年6月9日 ISBN 4-08-873437-8
10. 「100万億のボーボボ」 初版 2003年9月9日 ISBN 4-08-873507-2
11. 「心に届く歌」 初版 2003年12月9日 ISBN 4-08-873536-6
12. 「決戦開幕3狩リア!!」 初版 2004年3月9日 ISBN 4-08-873575-7
13. 「パッチボボの憂鬱」 初版 2004年6月9日 ISBN 4-08-873609-5
14. 「ボーボボVSハンペン」 初版 2004年9月8日 ISBN 4-08-873648-6
15. 「人間なんてららら」 初版 2004年12月8日 ISBN 4-08-873681-8
16. 「戦慄の怒んパッチ」 初版 2005年2月9日 ISBN 4-08-873773-3
17. 「死の診察室! ヤツの名は白狂」 初版 2005年5月7日 ISBN 4-08-873804-7
18. 「ガネメ」 初版 2005年8月9日 ISBN 4-08-873842-X
19. 「ブブブーブ・ブーブブ」 初版 2005年11月9日 ISBN 4-08-873873-X
20. 「シゲキ対ハジケ」 初版 2006年2月8日 ISBN 4-08-874016-5
21. 「ハジケ伝説よ 永遠に…!?」 初版 2006年5月7日 ISBN 4-08-874101-3

真説ボボボーボ・ボーボボ
1. 「新毛」 初版 2006年7月9日 ISBN 4-08-874129-3
2. 「ボーボボVS覚醒ヘッポコ丸!!」 初版 2006年10月9日 ISBN 4-08-874263-X
3. 「必見!!怒雷蜂!!!!」 初版 2007年1月9日 ISBN 978-4-08-874303-5
4. 「激闘!熱闘!23区大決戦!!」 初版 2007年4月9日 ISBN 978-4-08-874343-1
5. 「バビロンの超戦士・ソフトン」 初版 2007年7月9日 ISBN 978-4-08-874385-1
6. 「最強ヘッポコ丸!!」 初版 2007年10月9日 ISBN 978-4-08-874427-8
7. 「さようならボボボーボ・ボーボボ」 初版 2008年1月9日 ISBN 978-4-08-874467-4

### 関連書籍
ボボボーボ・ボーボ本
- 初版 2004年11月9日 ISBN 4-08-873726-1

## 関連商品

### 映像ソフト
DVDはavex mode（現・エイベックス・ピクチャーズ）より、2004年6月11日から2006年7月14日にかけて発売された。（全26巻　1巻あたり3話収録）すべての巻に「〜奥義」とつけられている。なおVHSはレンタルのみ。
上記2メディアにおいて、「総集編」は特典映像扱いで収録となっている（放送時は32話と33話の間だったが、特典収録となったためソフトには少し遅れて収録された）。
BDは、2018年4月28日にフロンティアワークスから発売（Amazon.co.jp専売）。「ボボボーボ・ボーボボ」完全奥義BD-BOXと題し全76話をBD3枚に収録。画質自体は標準（SD）的な解像度だがDVD版よりも高ビットレートになっている。なお映像特典は無し。
| 巻数   | 発売日         | 収録話                    |
| ------ | -------------- | ------------------------- |
| VOL.1  | 2004年6月11日  | 第1話 - 第3話             |
| VOL.2  | 2004年7月9日   | 第4話 - 第6話             |
| VOL.3  | 2004年8月6日   | 第7話 - 第9話             |
| VOL.4  | 2004年9月10日  | 第10話 - 第12話           |
| VOL.5  | 2004年10月10日 | 第13話 - 第15話           |
| VOL.6  | 2004年11月12日 | 第16話 - 第18話           |
| VOL.7  | 2004年12月10日 | 第19話 - 第21話           |
| VOL.8  | 2005年1月14日  | 第22話 - 第24話           |
| VOL.9  | 2005年2月11日  | 第25話 - 第27話           |
| VOL.10 | 2005年3月11日  | 第28話 - 第30話           |
| VOL.11 | 2005年4月8日   | 第31話 - 第32話           |
| VOL.12 | 2005年5月25日  | 総集編 - 第35話           |
| VOL.13 | 2005年6月22日  | 第36話 - 第38話           |
| VOL.14 | 2005年7月20日  | 第39話 - 第41話           |
| VOL.15 | 2005年8月24日  | 第42話 - 第44話           |
| VOL.16 | 2005年9月28日  | 第45話 - 第47話           |
| VOL.17 | 2005年10月26日 | 第48話 - 第50話           |
| VOL.18 | 2005年11月23日 | 第51話 - 第53話           |
| VOL.19 | 2005年12月21日 | 第54話 - 第56話           |
| VOL.20 | 2006年1月25日  | 第57話 - 第59話           |
| VOL.21 | 2006年2月22日  | 第60話 - 第62話           |
| VOL.22 | 2006年3月23日  | 第63話 - 第65話           |
| VOL.23 | 2006年4月26日  | 第66話 - 第68話           |
| VOL.24 | 2006年5月12日  | 第69話 - 第71話           |
| VOL.25 | 2006年6月9日   | 第72話 - 第74話           |
| VOL.26 | 2006年7月14日  | 第75話 - 第76話（最終回） |

### ゲーム
発売元はすべてハドソン。通称「ボゲー」（「ボーボボ・ゲーム」を略したもの）。ゲーム名には全て「ボボボーボ・ボーボボ」がつく。
奥義87.5（ハナゲー） 爆烈鼻毛真拳
ゲームボーイアドバンス（2002年12月19日発売）
ジャンルは「ワードプレイングゲーム」。ボーボボを操作し、パートナーと共に毛狩り隊と戦う。ハドソン木村曰く、当初のサブタイトルは爆烈鼻毛真拳のみだったが、神のお告げで「奥義87.5をつけろ」と言われたらしい。
ハジけ祭
PlayStation 2（2003年3月20日発売 / ハドソン ザ・ベスト2005年3月10日）
ハジケ祭りは、単行本1巻のサブタイトルおよび作品中で行われた祭りである。ボーボボの鼻毛を操作して、次々と襲いかかる毛狩り隊を倒すゲーム。豪華声優に導入されたCGアニメがウリとなった。
マジで!!?真拳勝負
ゲームボーイアドバンス（2003年8月7日発売）
「勝負」と書いて「バトル」と読ませる。GBA版1作に似たゲームシステムだが、3人パーティで冒険、戦闘中に様々な効果を及ぼす世界珍獣カードなどの新要素が追加されている。
9極戦士ギャグ融合
ゲームボーイアドバンス（2004年3月25日発売）
サイトビューとトップビューを組み合わせたRPG。「9極」の日本語読みは「きゅうきょく」だが英語表記は「9kiwame」となっている。これ以降キャストおよび絵柄が極力アニメ版に合わせられる。
前作の読者デザインキャラクター「マグロフルーツ」が再登場している。
爆闘ハジケ大戦
ゲームボーイアドバンス（2004年8月26日発売）
ジャンルは「対戦アクション」。ボーボボ、首領パッチ、ヘッポコ丸、ソフトン、天の助、田楽マン、魚雷ガール、破天荒、サービスマン、軍艦、OVER、ハレクラニ、田ボの全13キャラクターが登場。これ以降、ビュティは戦闘員に除外される（設定上、彼女は基本的に戦わない）。
集まれ!!体感ボーボボ
PlayStation 2・EyeToy専用（2004年12月16日 / カメラ同梱版あり）
ジャンルは「真剣真拳アクション」。全20種類のミニゲームが収録されている。
脱出!!ハジケ・ロワイアル
ニンテンドー ゲームキューブ（2005年3月17日発売）
タイトルの「ハジケ・ロワイアル」は『バトルロワイアル』から。ジャンルはアドベンチャー、RPG。発売後、ハドソンのスポンサーが撤退し、かつ同年10月にアニメ版が終了したため、これにて最後のボゲーとなった。

### カードゲーム
『ボボボーボ・ボーボボ ハジケカードゲーム』というシリーズで2004年4月21日にリリースされ、2005年まで4弾発売された。カードゲーム内に使う道具として「ぬのサイコロ」がスターターセットに付属された。

#### 発売されたシリーズ
『ボボボーボ・ボーボボ ハジケカードゲーム』は省略。
- 〜発動!聖鼻毛領域〜
  - アニメ放送から約半年後にリリースされた第一弾のシリーズ。このシリーズのみスターターセットも発売された。
- 〜WTマークIIセカンド〜
- 〜マジカルビタミン戦士 胃液ガールズ見参!〜
- 〜ぬの晩餐〜

#### カードの種類
キャラカード
今までのカードゲームと違い、両面にキャラクターの絵や反対側とは違う効果などが書かれてある。キャラカードの属性には【ボケ】【ツッコミ】【無属性】の3種類がある。
ミニゲームカード
カードに書かれたルールに従い、勝者が発動側の場合、発動したカードは勝ち組に置かれ、敗者が発動側の時は負け組に置かれる。
ハジケカード
第四弾に登場したカード。自分のハジケゾーンのキャラカードが負け組に置かれる流れになった時に代わりにハジケゾーンにあるハジケカードを負け組に置くことができる。

### 食品
動画サービス“niconico”のアンテナショップ・ニコニコ本社にてテレビアニメとのコラボカフェ“ボボーボ・ボーボボ×nicocafe”が4月24日 - 5月14日に開催。アフロと長い鼻毛が忠実に再現された“鼻毛真拳オムライス”などのアニメに登場する個性豊かなキャラクターたちがイメージされた、多数の“ハジケた”限定スペシャルメニューが提供された。

## コラボレーション
コラボレーション企画なども多く、本作品の特色の1つとなっている。

### 本編内
『遊☆戯☆王』シリーズの武藤遊戯や『魔人探偵脳噛ネウロ』の至郎田正影などが、それぞれの作者公認のもと登場している。なお、武藤遊戯は作者本人の描き下ろしである。また、こち亀30周年企画では、他の『ジャンプ』作品と同様、両津勘吉を登場させている。

### 『DEATH NOTE』
『DEATH NOTE』とのコラボレーション漫画。原作の『DEATH NOTE』18話と全く同じ流れで話が進んでいくが、『ボーボボ』のキャラクターたちがそれを演じるため、ギャグ漫画のようになっている。『ボボボーボ・ボーボ本』に収録。また、これと同時に『DEATH NOTE』の作者が描く『ボボボーボ・ボーボボ』153話も掲載され、『ボボボーボ・ボーボ本』にも同時収録された。
首領パッチが夜神月を、ところ天の助がLを、ボーボボがリュークを演じている。また扉絵（単行本では未収録）のみではあるが田楽マンが弥海砂、魚雷ガールがレムに扮している。

### 『ドラゴンボール』
『ドラゴンボール』とのコラボレーション漫画。上記の『DEATH NOTE』同様、原作の流れにそったストーリーを『ボーボボ』のキャラクターたちが演じるものであったが、途中から原作とは別の流れになっていく。長い間単行本に収録されていなかったが、真説最終巻に収録された。
首領パッチがベジータを、ところ天の助が孫悟空を演じている。また、表紙には本編には登場しなかったセルや魔人ブウ、フリーザ、ギニュー特戦隊を『ボーボボ』のキャラクターたちが演じている。

### 『両津VS首領パッチ』
『超こち亀』に掲載された作品。『ピューと吹く!ジャガー』、『太臓もて王サーガ』、『メゾン・ド・ペンギン』、『こちら葛飾区亀有公園前派出所』とのコラボレーション漫画。詳しくは、超こち亀を参照。
『ボボボーボ・ボーボボ』からは、ボボボーボ・ボーボボと首領パッチとところ天の助が登場。ボーボボは秋本・カトリーヌ・麗子の格好をして登場しているが、麗子本人も終盤になって登場しているため、前2作のような役柄ではない。

### 『アルティメットスターズ』
『Vジャンプ』2006年11月号と2007年1月号に2ページずつ掲載された『ジャンプアルティメットスターズ』宣伝用の漫画作品。『ファミコンジャンプII 最強の7人』の孫悟空、空条承太郎、ターちゃん、剣桃太郎、前田大尊、両津勘吉のチームや『ファミコンジャンプ 英雄列伝』のキン肉スグル、ケンシロウ、則巻アラレ、ペガサス星矢、ジョセフ・ジョースター、大空翼のチームなどのチームが組まれている（一部、ゲーム本編ではなくなったスーパータッグ技を用いている）。また、『ボボボーボ・ボーボボ』のコラボレーション漫画の中では、キャラクター総数が最も多い作品でもある。ただし、ページ数の関係もあり、そのほとんどが脇役。また、ボーボボが、小早川瀬那、東城綾、うずまきナルト、モンキー・D・ルフィとチームを組んでいたり、以前のコラボレーション漫画のセルフパロディがあったりしている。以下、主要キャラクターのみ記載。
孫悟空
空条承太郎、ターちゃん、剣桃太郎、前田大尊、両津勘吉と、死神界でリュークや偽夜神月を倒す。
両津勘吉
孫悟空、空条承太郎、ターちゃん、剣桃太郎、前田大尊と、死神界でリュークや偽夜神月を倒す。
リューク
夜神月のペット。偽夜神月の技で死亡してしまう。
キン肉スグル
ケンシロウ、則巻アラレ、ペガサス星矢、ジョセフ、大空翼とともに、十二宮で偽Lを倒す。ボーボボの鼻毛真拳の師匠（『ボボボーボ・ボーボボ』でのボーボボの師匠はジュース）。
ジョセフ・ジョースター
キン肉スグル、ケンシロウ、則巻アラレ、ペガサス星矢、大空翼とともに、十二宮で偽Lを倒す。老いた姿であったが、偽Lの力で若返る。
脳噛ネウロ
世界最高峰の探偵。偽Lを使い、Lの場所を探る。
ボボボーボ・ボーボボ
小早川瀬那、東城綾、ナルト、ルフィとともに、Lのアジトに乗り込む。
小早川瀬那
東城綾、ナルト、ルフィ、ボーボボとともに、Lのアジトに乗り込む。罠をものともしない神速の足の持ち主。
武藤遊戯
本編同様、ボーボボの頭から登場。
偽夜神月
夜神月の身代わり。偽Lと違い、自分でばらさなかったこともあり、最後まで偽者とバレなかった。
偽L
Lの部下と思われていたが、実はその居場所を探るため脳噛ネウロが放ったスパイであった。
L
邪魔者を殺し、死神界や魔界や人間界を支配しようとしていた。アジト（デザイン上の元ネタは、L・X・Eアジト）に乗り込まれ、最後は、冥界の門の中に封じられる。
夜神月
アジト（デザイン上の元ネタは、DIOの館）で、Lやリュークを動かしていた。ゼドーなどから養分を取り、究極の力を手に入れようとしていた。最後まで偽者とバレず、反逆者と関係者をすべて調べていくが、突然落ちてきたラッキーマンに踏まれ倒される。登場は2コマのみ。
ラッキーマン
冒頭にボーボボやキン肉マンなどにはねられ、宇宙のかなたに飛ばされてしまうが、そのまま月の頭上に落下し、月は持っていたペンが頭に刺さり死んでしまう。
ゼドー
『ファミコンジャンプII 最強の7人』でのボスキャラクター。セリフ上のみで登場する魔界の住人。月が養分にした初の犠牲者であり、ネウロの知人。

### 澤井啓夫以外の『ボボボーボ・ボーボボ』
上記のとおり、『DEATH NOTE』の小畑健による『ボボボーボ・ボーボボ』やこち亀30周年企画での『こち亀』への出演の他に、『不思議の国のセナ』などにも登場している。また、『不思議の国のセナ』の村田雄介は、2008年の『週刊少年ジャンプ』40周年の企画ポスターにおいてもボーボボを描いている。

### ゲームとのコラボレーション
- ジャンプスーパースターズ - 11人のキャラクターが登場。
- ジャンプアルティメットスターズ - 12人のキャラクターが登場。
- ジェイスターズ ビクトリーバーサス - ボーボボ（および技の中で首領パッチ）が登場。
- 週刊少年ジャンプ オレコレクション! - 追加参加。ボーボボが登場。
- ジャンプチ ヒーローズ - 多数のキャラクターが登場。
- 週刊少年ジャンプ 実況ジャンジャンスタジアム - ボーボボが登場。
- コトダマン - 2021年2月15日にコラボ開催。3種類のボーボボとボボパッチの助、田ボ、首領パッチ&ところ天の助、田楽マンが登場。
- グランブルーファンタジー - 2021年4月1日にコラボ開催。ボーボボ、ビュティ、首領パッチ、ところ天の助が登場。